# Roberto Busa
Roberto Busa (Vicenza, 28 de novembre de 1913 - Gallarate, 9 d'agost de 2011) va ser un jesuïta, lingüista i informàtic italià, que ha estat considerat un pioner en la utilització de la informàtica aplicada a la lingüística, una disciplina que rebria el nom de lingüística computacional.

## Biografia
Segon de cinc fills, va assistir a l'escola secundària a Belluno i el 1928 va entrar al seminari, convertint-se en company d'Albino Luciani, el futur Papa Joan Pau I. En 1933 es va unir a la Companyia de Jesús. Durant tretze anys entre 1933 i 1946 es va dedicar a estudiar idiomes, aprenent llatí, grec, hebreu, francès, anglès, espanyol i alemany. El 1937 es va llicenciar en Filosofia, i tot seguit, el 1941, ho va fer en Teologia.
El 31 de maig de 1940 va ser ordenat sacerdot, només deu dies abans que Itàlia entrés en la Segona Guerra Mundial. Busa està destinat a convertir-se en capellà militar, però el Provincial el tria pel servei cultural. Durant tot el transcurs de la guerra roman a la Universitat Gregoriana, on rep ensenyança gratuïta. Treballa en una tesi sobre la doctrina de Sant Tomàs. Examina tot el seu treball, quantificant-lo en uns nou milions de paraules. El 1946 va obtenir el títol de doctor en filosofia a la Universitat Gregoriana amb una tesi titulada "La terminologia tomistica dell'interiorità", publicada posteriorment el 1949. Es converteix en professor ordinari d'Ontologia, Teodicea i Metodologia científica, i durant alguns anys també és bibliotecari a l'Aloisianum de Gallarate. Va ensenyar a la Pontifícia Universitat Gregoriana de Roma, a l'Aloisianum de Gallarate i a la Universitat Catòlica del Sagrat Cor de Milà.

## L'Índex Thomisticus
El 1946, durant la redacció de la tesi a la Universitat Gregoriana, se li va acudir la possibilitat d'una verificació oportuna i global del vocabulari present en l'obra de Tomàs d'Aquino.
El pare Busa decideix començar el treball a partir de zero i escriu 10.000 fitxes a mà. Després s'adona de la complexitat de la tasca i comença a buscar màquines automàtiques que poden realitzar anàlisis de lemes. Entre les diverses institucions que va dirigir, estava la IBM a Nova York. El 1949 es va reunir amb el president, Thomas J. Watson, i el va convèncer de proporcionar-li les computadores amb les quals realitzar el seu projecte. Va establir un laboratori a Gallarate i va començar l'examen paraula per paraula de tots els textos de Sant Tomàs. Els treballs han consistit en l'anàlisi lexicogràfica de gairebé nou milions de paraules que componen l'obra completa de Sant Tomàs d'Aquino, i de més de dos milions de paraules d'altres autors llatins. El pare Busa crea el mètode, la terminologia i els procediments.
En aquell moment, els únics mitjans de gravació eren les targetes perforades: el pare Busa calculava que haurien d'imprimir 12 milions de fitxes. Fins i tot va calcular l'espai que ocuparia el fitxer: 90 metres d'amplada, 1,20 metres d'alçada, 1 metre de profunditat i un pes de prop de 500 tones. Quan arriba a la meitat del treball (6 milions de targetes) apareixen les cintes magnètiques. El pare Busa experimenta immediatament amb aquesta nova solució tecnològica, passant de targetes perforades a cintes magnètiques.
El 1980, després d'un treball de trenta anys, completa l'edició impresa Índex Thomisticus amb 56 volums, i prop de 70.000 pàgines i 11 milions de paraules. També per a aquesta operació, el pare Busa utilitza tecnologia de la informació: IBM li ha proporcionat una computadora per a aplicacions científiques 360/44 i una impressora làser 2686 (prototip que no tenia difusió comercial). Els volums estan impresos per cintes magnètiques utilitzant fotocomposició computada. L'Index Thomisticus és el primer gran treball editorial que s'imprimeix amb la nova tecnologia; per aquest motiu és recordat en la història de la publicació.
Durant els anys vuitanta van aparèixer CD-ROM al mercat. El treball del pare Busa consistia en mil milions i 630 milions de bytes. Així doncs, es necessitarien tres CD-ROM per tancar el treball. Mitjançant els algoritmes de compressió apropiats, l'Index Thomisticus es va trobar en un sol CD-ROM. El 1989, amb l'ajuda de Piero Slocovich, el pare Busa va aconseguir obtenir una versió de l'índex en forma d'hipertext que es pot consultar de manera interactiva.
El 2005, el treball es va estrenar a la web. Aquesta versió va ser patrocinada per la Fundació Tomás d'Aquino i l'Associació per a la Computació de l'Anàlisi Hermenèutica Lexicològica (CAEL). El disseny va ser confiat a E. Alarcón i E. Bernot, que van treballar en col·laboració amb el pare Busa.